# Senecavirus
Die Gattung Senecavirus umfasst derzeit mit Senevacirus A nur eine Spezies (Art) eines unbehüllten Virus aus der Familie Picornaviridae, und in dieser das für die Gattung namensgebende Seneca-Valley-Virus (SVV) alias Senecavirus A1. Dieses Virus ist das bislang einzige bekannte apathogene Picornavirus (Mitglied der Picornaviridae). In seiner natürlichen Form ist es in der Lage, spezifische Tumorzellen von einigen Hirntumor-Arten zu zerstören; damit besitzt es die Eigenschaft eines onkolytischen Virus.
Das SVV wurde im Jahr 2002 zufällig in einem Unternehmen für Gentherapie in Gaithersburg (Maryland) isoliert. Bei der Suche nach Kontaminationen von Zellkulturen wurden aus dem Kulturmedium einer PER.C6-Zelllinie (transformierte, fötale Retinoblastom-Zellen) mehrere porzine Picornaviren isoliert, von denen eines sich als neues Virus herausstellte, das schließlich 2005 als neu charakterisiertes Virus veröffentlicht wurde. Da sich die Firma in Gaithersburg im sogenannten Seneca Valley (Gebiet des Little Seneca Lakes und des Seneca Creeks) befindet, wurde das Virus danach benannt. Nach seiner Identifizierung konnte es in verschiedenen Hausschweinen von Schweinefarmen in den USA entdeckt werden.

## Genom und Struktur

Genomkarte der Gattung Senecavirus

Das Genom besteht aus einer linearen einzelsträngigen RNA mit positiver Polarität und hat bei dem bisher einzigen bekannten Serotyp SVV-001 eine Länge von 7310 nt. Die nicht codierende Region am 5'-Ende ist 666 nt lang und beinhaltet eine IRES vom Typ IV, die eine Ähnlichkeit zu den IRES-Strukturen der Pestiviren aufweist. Am 3'-Ende befindet sich ebenfalls eine 71 nt lange nicht codierende Region, die mit ihrer möglichen Faltungsstruktur typisch ist zur Bildung eines Kissing-Loops, um beide RNA-Enden während der RNA-Replikation als Rolling-Circle zusammenzuführen
Die größte Sequenzähnlichkeit besteht zu Mitgliedern der Gattung Cardiovirus und Aphthovirus. Im Vergleich zu den Cardioviren und den Erboviren jedoch fehlen dem SVV zwei für die katalytische Funktion notwendigen Aminsosäurepositionen, die üblicherweise die Funktion als Protease und Phosphorylase ermöglichen. Dies kann ein Grund für die fehlende Erkrankung im natürlichen Wirt sein.
Das 32,5 nm große unbehüllte Kapsid des SVV besteht aus den vier Kapsidproteinen VP1, VP2, VP3 und VP4 (VP für Virusprotein). Die äußeren Proteindomänen von VP1 und VP2 vermitteln sehr wahrscheinlich die Bindung an die Wirtszelle und damit den Zelltropismus des Virus.

## Biologische Eigenschaften
Der natürliche Wirt des SVV sind wahrscheinlich Schweine, aus denen das Virus zwar isoliert werden kann, die aber gleichzeitig keine Symptome einer Erkrankung zeigen. Antikörper gegen das SVV konnten auch in weiteren landwirtschaftlichen Nutztieren gefunden werden, so bei Rindern und Schafen; bei Menschen findet man hingegen keine anti-SVV-Antikörper. In die Zellkultur, in der das Virus entdeckt wurde, scheint es wahrscheinlich durch fetales Kälber- oder -Ferkel-Serum gelangt zu sein, welches zur Kultivierung der Zellen verwendet worden war.
Das SVV besitzt neben dem natürlichen Zelltropismus im Wirtstier zusätzlich in der Zellkultur einen Tropismus für Neuroendokrine Tumorzellen wie dem Retinoblastom, Neuroblastom, Medulloblastom und dem Kleinzelligen Bronchialkarzinom. Diese in vitro infizierbaren Zellen werden während der Virusreplikation zerstört. Aus diesem Grunde gilt das SVV als ein möglicherweise in der Therapie dieser Tumore anwendbares onkolytisches Virus.

## Systematik
- Genus Senecavirus

- Spezies Seneca-Valley-Virus (en. Senecavirus A, SeVV-A)

- Serotyp Seneca-Valley-Virus USA/SVV-001 (SVV-1)